# John Sarbanes
John Peter Spyros Sarbanes (ur. 22 maja 1962) – amerykański polityk, członek Partii Demokratycznej. Od 2007 roku jest przedstawicielem trzeciego okręgu wyborczego w stanie Maryland do Izby Reprezentantów Stanów Zjednoczonych. Jest najstarszym synem byłego senatora Stanów Zjednoczonych z Maryland, Paula Sarbanesa.